# Стригеус, Людвиг
Людвиг Стригеус (швед. Carl Ludvig Gunnar Strigeus; род. 15 января 1981, Гётеборг) — шведский миллиардер и программист, известный как разработчик торрент-клиента μTorrent. Сотрудник и акционер Spotify.

## Личная жизнь
Карл Людвиг Гуннар Стри́геус, Людде, родился 15 января 1981 года в Гётеборге, где проживает до сих пор в районе Ульскрукен.
Отец Нильс — архитектор (род. 29.07.1948), мать Биргитта — менеджер по продажам (род. 18.06.1946). Имеет младшего брата Виктора (швед. Tord Viktor Gunnar, род. 27.03.1983) и ещё двух братьев по матери на 10 и 8 лет старше. Его родители развелись когда он был подростком. Посещал среднюю школу Унсалы и гимназию в Кунгсбакке. Он не тратил на уроки много времени, но всегда был отличником.
Ребёнком не интересовался игрушками, его привлекала только техника. В четыре года он починил посудомоечную машину. Разбирал кофемашину и тостер, чтобы посмотреть, что внутри, и собирал обратно. Старшие братья имели компьютер «Commodore VIC-20» и Людвиг наблюдал как они играют в видео-игры, но не хотел играть, а хотел разобрать компьютер. Дома было множество книг о программировании. Когда ему было около десяти, отец принёс с работы списанный компьютер для Людвига, который тот наконец смог разобрать. Стригеус начал читать все книги о компьютерах, которые смог достать в библиотеке или купить. Из-за ограниченной подвижности у него было много свободного времени. Он начал писать игры на языке «Бейсик». Подростком он уже продавал программы и игры в интернете на сайте «Luddes program».
В 2000 году поступил в Технический университет Чалмерса на программу Компьютерная инженерия, где в 2006 году получил магистерскую степень и награду «John Ericsson Medaljen» за особые успехи в учёбе. В 2015 году альма-матер присвоила ему степень почётного доктора наук за заслуги в области программирования. 
Выиграл шведский хакерский конкурс «PuzzleCrack» в 2005 году.
Стригеус, как и его брат Виктор, с детства страдают спинальной мышечной атрофией и использует электрическую инвалидную коляску с восьми лет. Болезнь не представляет опасности для жизни, но прогрессирует: в полтора года он мог ходить, в будущем не сможет поднять руки. У Стригеуса болезнь сопровождается болями и жесткостью в мышцах. До 2006 года жил с родителями, сейчас пользуется помощью личного ассистента. Стригеус много путешествует и рад, что родился в стране с высокой доступностью.
В октябре 2018 года инвестировал в финскую компанию-разработчика компьютерных игр «Nitro Games» восемь миллионов шведских крон.
Владеет серым минивэном «Peugeot Partner Tepee» 2013 года и лодкой.
Людвиг не интересуется музыкой.

## Разработанные программы
- μTorrent — BitTorrent-клиент для всех платформ.[8]
- ScummVM — собрание разработанных заново игровых движков, изначально разработанное для запуска игр фирмы LucasArts Entertainment, использующие систему SCUMM[9]. Разработал в подростковом возрасте[2] в 2001 году[10].
- OpenTTD — ремейк игры Transport Tycoon Deluxe. Выпущена в марте 2004 года.
- Портирование игр Dr. Mario и Kwirk на калькулятор TI-89 Titanium[11].
- The Idiot — карточная игра под Windows[12].
- WebWorks — редактор HTML[13]. Разработал в старших классах[1].
- TunSafe — VPN-клиент для Windows на WireGuard[14].

К 2019 году Людвиг имеет 27 патентов в области программирования для Spotify.

## Spotify
На последних курсах в университете осенью 2004 года Стригеусу было скучно, и он решил создать что-нибудь крупное. Через дипломный проект он нашёл работу в компании ATI и сосредоточился на ней. Лишь через год 18 сентября 2005 года он выпустил бета-версию клиента μTorrent, мгновенно ставшую очень популярной среди программистов и обычных пользователей. Программа была написана на языке программирования C++, что означало больше кода, но быструю производительность и минимальное потребление оперативной памяти. Программа принесла Стригеусу известность в Швеции и Кремниевой долине. 
В середине 2006 года Мартин Лорентсон искал сотрудников для своего нового проекта Spotify. Его земляк Никлас Иварссон (швед. Niklas Ivarsson) — начальник европейского департамента ATI — рассказал о своём сотруднике Людде. Лорентсон — бизнесмен, далёкий от мира программистов, и не придал этому никакого значения, ведь Стригеус живёт в другом городе, а их офис будет в Стокгольме. Он случайно рассказал своему партнёру Даниэлю Эку, что у него есть контакты с Стригеусом. Эк был лучше осведомлён о программистских навыках Стригеуса и тут же назначил встречу в Гётеборге. Эк принял решение выкупить μTorrent, чтобы Стригеус мог сосредоточиться на Spotify. Ещё две американские компании хотели купить μTorrent, а Spotify предложили меньше всего денег, но Стригеусу понравилась их бизнес-идея и возможность работать со шведской, а не американской командой, и он принял в качестве оплаты акции Spotify.
7 декабря 2006 года компания Spotify всё же продала μTorrent одной из компаний, что соревновалась за право выкупить его, BitTorrent, Inc. за сумму гораздо большую, чем заплатила Стригеусу. Деньги пошли на развитие Spotify.
Первым проектом в Spotify у Стригеуса было написание приложения для Windows. Стригеус не привык работать в команде и на то, чтобы «подключить» к нему других сотрудников ушло несколько лет. Позже он разработал передачу файлов[уточнить]. До 2013 года в Spotify использовался аналогичный торренту пиринговый метод, затем перешли на потоковую модель. В 2011 году принимал участие в разработке потокового видео (позднее от этой задумки отказались).
В 2013 году разработал Spotiamp (позднее Spotiamb), упрощенное приложение для Windows, имитирующее старый дизайн медиа-проигрывателя Winamp.
Сейчас[когда?]

 работает в Гётеборгском офисе.
В 2006 году ему передали 5 % акций Spotify, к 2009 году его юридическое лицо Swiftic владело уже 2,6 %, а в 2018 — 1,7 %. По сведениям СМИ, стоимость его акций составляет более 150 миллионов долларов США, делая его миллиардером в шведской национальной валюте. Как и другие шведы-владельцы акций компании, Стригеус не платит налоги в Швеции, а зарегистрировал фирму в офшорной зоне — республике Кипр.